# Vigilantes do Delta do Níger
Vigilantes do Delta do Níger (em inglês:  Niger Delta Vigilante, abreviado como NDV) é um grupo miliciano que operou na região do Delta do Níger, na Nigéria. O grupo Vigilantes do Delta do Níger, liderado por Ateke Tom, era constituído principalmente por indivíduos da etnia ijós dentro e nos arredores de Port Harcourt e seu principal objetivo era controlar os vastos recursos petrolíferos da área. No final de 2003, os Vigilantes do Delta do Níger envolveram-se em um violento confronto com outra milícia ijó rival, a Força Voluntária do Povo do Delta do Níger. Os dois grupos passaram a maior parte de 2004 em um conflito cada vez maior, que terminou quando o governo e os militares nigerianos intervieram ao lado dos Vigilantes do Delta do Níger no verão de 2004.  Isso acabaria por intensificar a crise petrolífera na Nigéria a partir de outubro de 2004.
Em outubro de 2009 o governo nigeriano concedeu anistia aos combatentes do grupo após Ateke Tom depor suas armas.